# Diona Reasonover

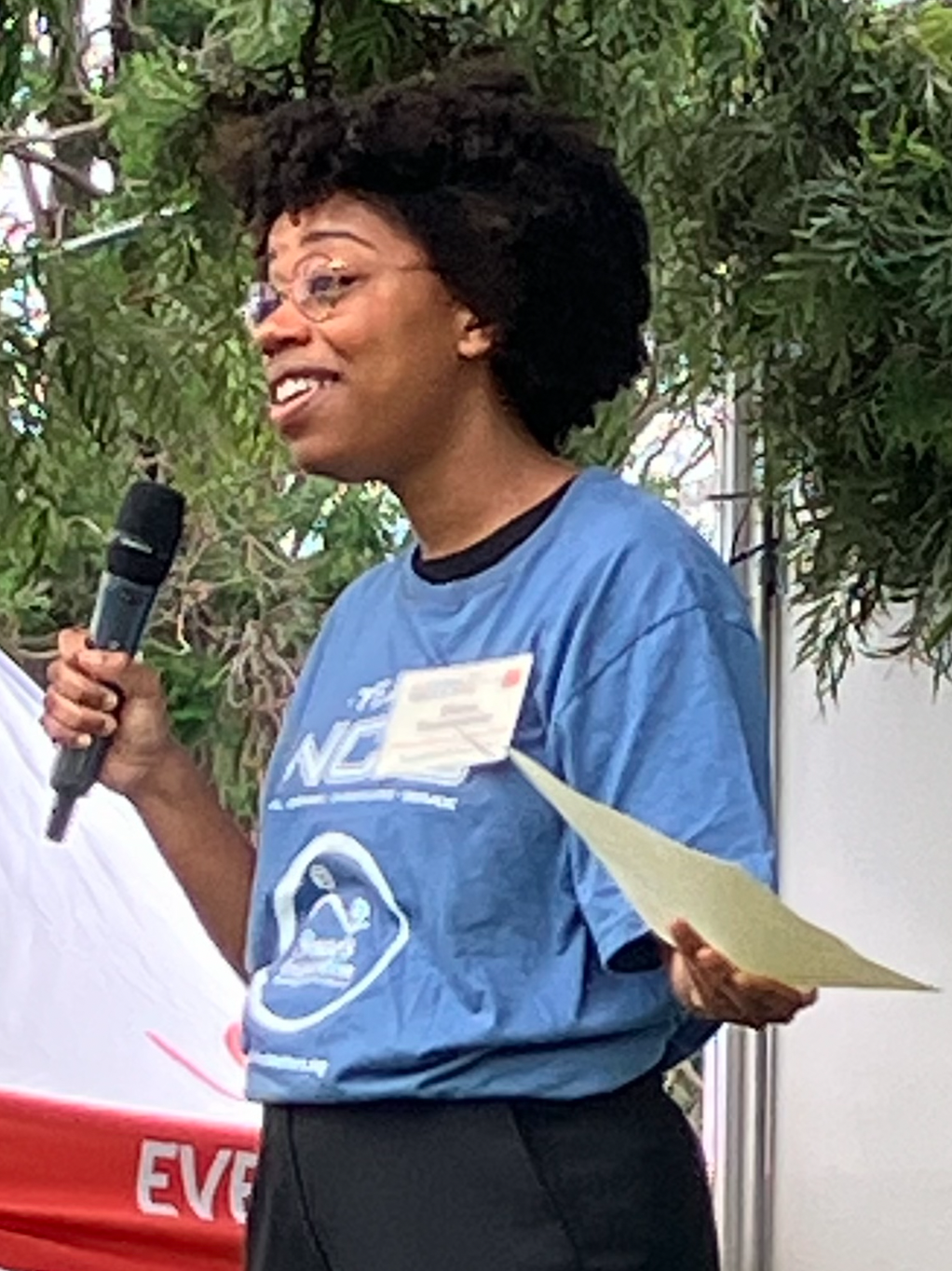
Diona Reasonover, 2023

Diona Reasonover (* 6. Januar 1992 in Detroit, Michigan) ist eine US-amerikanische Schauspielerin und Drehbuchautorin.

## Leben
Diona Reasonover wuchs in Detroit, Michigan auf und besuchte die Renaissance High School sowie das Oberlin College in Oberlin, Ohio. Seit 2011 trat sie in mehr als zwei Dutzend Produktionen in Erscheinung, darunter in mehreren Kurzfilmen und vor allem in Fernsehserien. Außerdem ist sie als Drehbuchautorin tätig und war an Serien wie Adam Ruins Everything und I Love You, America beteiligt.
Nach dem Ausstieg von Pauley Perrette spielt Reasonover seit 2018 die Hauptrolle der neuen Forensikerin Kasie Hines in der Fernsehserie Navy CIS.
Diona Reasonover lebt offen homosexuell und ist seit 2018 mit Patricia Villetto verheiratet.

## Filmografie (Auswahl)
- 2015: 2 Broke Girls (05.10)
- 2015: Clipped
- 2016: Superstore
- 2017: The Night Watchmen
- 2017: Transparent
- 2018: Grace and Frankie
- seit 2018: Navy CIS
- 2022: Navy CIS: Hawaiʻi (NCIS: Hawaiʻi)